# Pernumia
Pernumia là một đô thị thuộc tỉnh Padova vùng Veneto, located about 45 km về phía tây nam của Venezia và cách khoảng 20 km về phía tây nam của Padova. Tại thời điểm ngày 31 tháng 12 năm 2004, đô thị này có dân số 3.756 người và diện tích 13,2 km².
Pernumia giáp các đô thị: Battaglia Terme, Cartura, Due Carrare, Monselice, San Pietro Viminario.